# Saulnierův mlýn
Saulnierův mlýn (francouzsky Moulin Saulnier) se nachází v Noisiel v departementu Seine-et-Marne ve Francii. Mlýn využíval vodní sílu řeky Marny a byl centrem bývalé továrny Menier, kde se mlely kakaové boby na výrobu čokolády.

## Historie
Lékárník Antoine Brutus Menier (1795–1853) uvedl na trh léky (pastilky), do kterých přidával čokoládu, aby zamaskoval jejich hořkost. V roce 1816 založil v pařížské čtvrti Marais (rue Sainte-Croix-de-la-Bretonnerie) čokoládovnu, která nesla jeho jméno. Chtěl rozšířit své podnikání a v roce 1825 si na 15 let pronajal bývalý seigneurský mlýn v Noisiel (vesnice, která v té době měla něco přes sto obyvatel) a okolní pozemky o rozloze asi tři hektary. Původní stavbu nechal přestavět pro potřeby svého podnikání, přistavěl druhé patro a nakonec ji po skončení pronájmu získal. Zde jako první začal vyrábět tabulkovou čokoládu, do této doby byla známá pouze jako tekutý nápoj.
V roce 1842 už mlýn, který byl v chatrném stavu, nedokázal vyhovět požadavkům vzkvétajícího podnikání. Menier jej nechal podruhé přestavět stavitelem Dubreuilem z Chelles, zatímco strojní části byly svěřeny Anticovi, mechanikovi a slévači z Paříže.
O deset let později, v roce 1852, byl mlýn potřetí přestavěn, jeho přestavbou Antoine Brutus Menier pověřil architekta Julese Bonneaua. Mlýn byl vybaven dvěma girardovými turbínami o výkonu 80 HP.
V roce 1869 zahájil Émile-Justin Menier, syn Antoina Bruta, čtvrtou přestavbu mlýna. Mlýn, který navrhl architekt Jules Saulnier (1817–1881), žák Eugèna Violleta-le-Duc a stavbu provedl inženýr Armand Moisant, je jednou z prvních staveb na světě s odkrytou (přiznanou) kovovou konstrukcí a vycházela z díla Violleta le Duc. Je také charakteristická motivy na své fasádě z glazovaných barevných cihel. Otevřena byla v roce 1872.

## Památková ochrana
Budova známá jako katedrála na ostrově Ile de la Marne, bývalý pavilon na chlazení čokolády na levém břehu Marny, Saulnierův mlýn a železobetonový most spojující továrnu s mlýnem byly 7. července 1986 zapsány na seznam historických památek Francie.
Továrna jako celek je zapsána na seznamu historických památek Francie od 7. února 1992. V roce 2021 byla vyhláškou o zápisu na seznam rozšířena o další části bývalé čokoládovny Menier, jako jsou dílny, brány a interiér budov.
V celém areálu byla ukončena výroba v roce 1990 a v roce 1996 areál prošel rekonstrukcí podle návrhů architektů Bernarda Reichena a Philippa Roberta. Objekty jsou sídlem společnosti Nestlé France.
Od roku 2002 je areál čokoládovny Menier zapsán na seznamu světového dědictví UNESCO.

## Architektura
Budova je postavena přes řeku Marnu jako most. Rámová konstrukce čtyř dutých litinových nosníků spočívá na čtyřech zděných pilířích ukotvených v řečišti a má plochu 485 m². Viditelná ocelová konstrukce má hmotnost 460 tun, tedy 948 kg /m². Na rámu je postaven skelet ze železných nosníků a úhelníků. Tři nadzemní podlaží ukončují obloukové střešní vazníky. Boční tuhost skeletu zajišťují kovové diagonální vzpěry. Barevné cihlové zdivo, které splývalo s kovovou konstrukcí, tvořilo pouze výplň stěn a mělo jen dekorativní účel. Architektonický dekor (ornament) byl přímo inspirovaný orientálním stylem (známým také jako "styl Alhambra"), jenž si vypůjčuje zejména z kánonů arabsko-andaluské architektury v Maghrebu. Barevné glazované cihly na fasádě tvořily ornamenty květů kakaovníku, kakaových bobů a písmene M. Cihly na fasádě jsou kladeny, tak že vytvářejí dvě příčky se vzduchovou mezerou mezi nimi (slouží jako tepelná izolační vrstva). Vnější byly kladeny naplocho v požadovaném ornamentu. Vnitřní byly kladeny na hranu a byly pokryty omítkou. Pro ornament byly používané glazované hladké cihly v barvě přírodní bílé, šedé, červené, černé a žluté a terakotová keramika, jako např. rozety. Cihly před výpalem byly očíslovány (čísly ve vzoru) a zedníci měli k dispozici výkres, na němž byla tato čísla zakreslena v místě, kde měly být položeny. Ve vstupním průčelí je pod hodinami písmeno M, Menier.
Interiér se rozkládá na třech podlažích, z nichž každé bylo věnováno určité fázi výroby v souladu se zásadou, že hotový výrobek se vyráběl na nižším podlaží. Kakaové boby se mlely ve třetím, posledním podlaží. Ve druhém podlaží se vzniklá hmota smíchala s cukrem. Nakonec se v prvním podlaží připravila kakaová pasta.

## Galerie

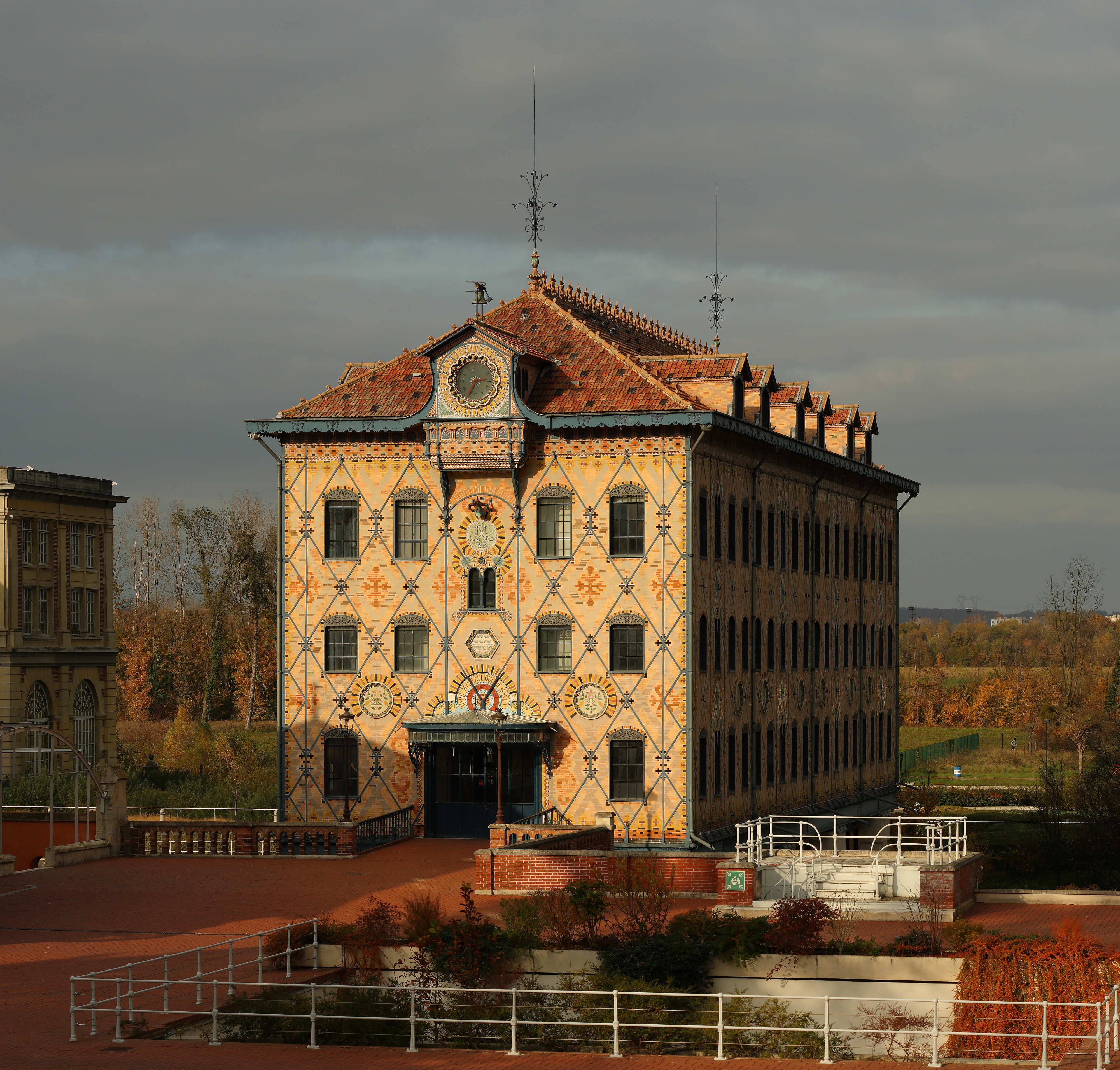
Saulnierův mlýn
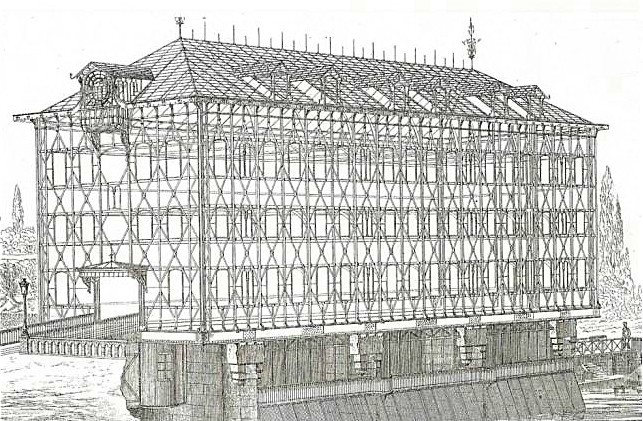
Konstrukce skeletu
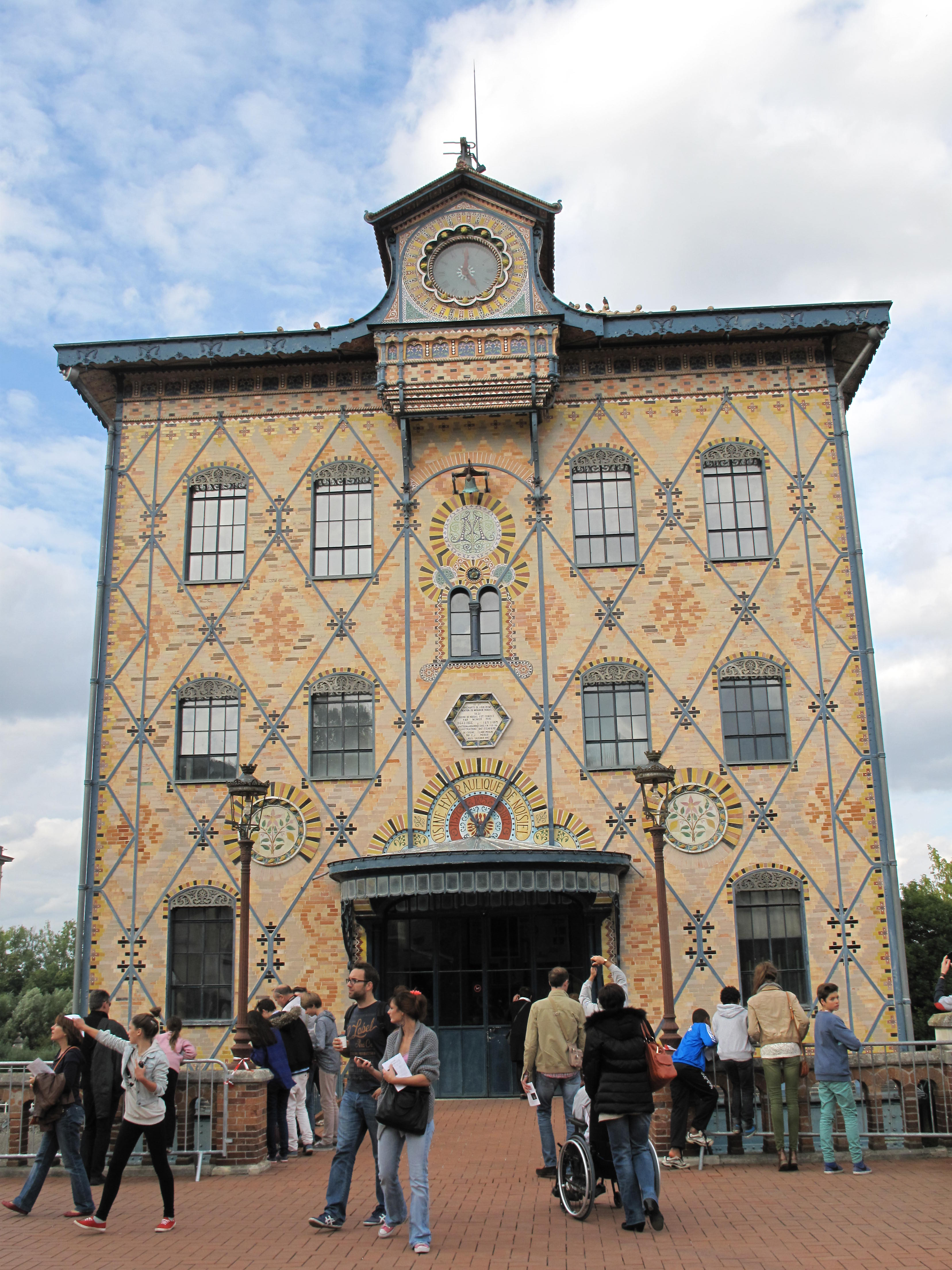
Vstupní průčelí
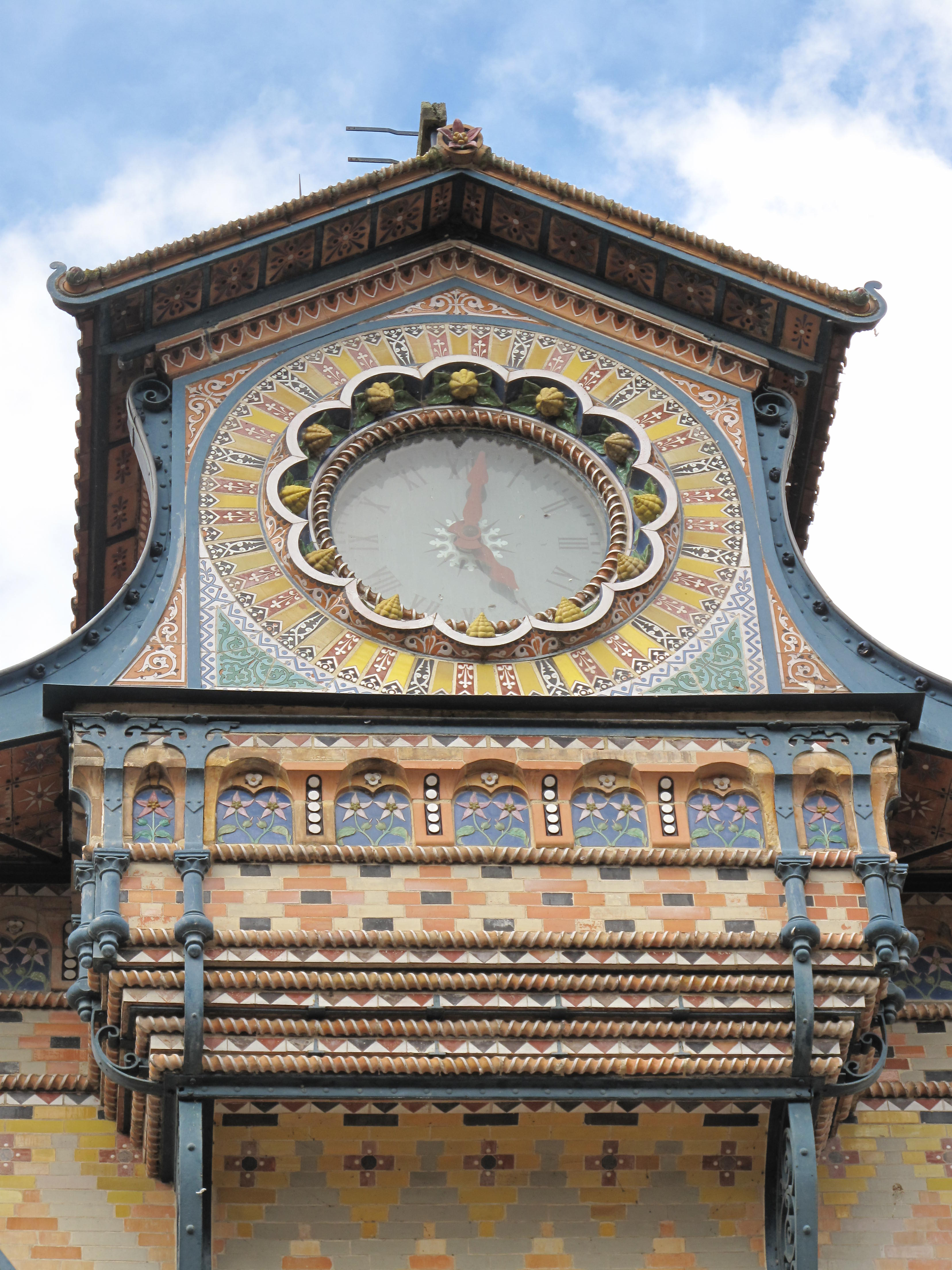
Detail hodin
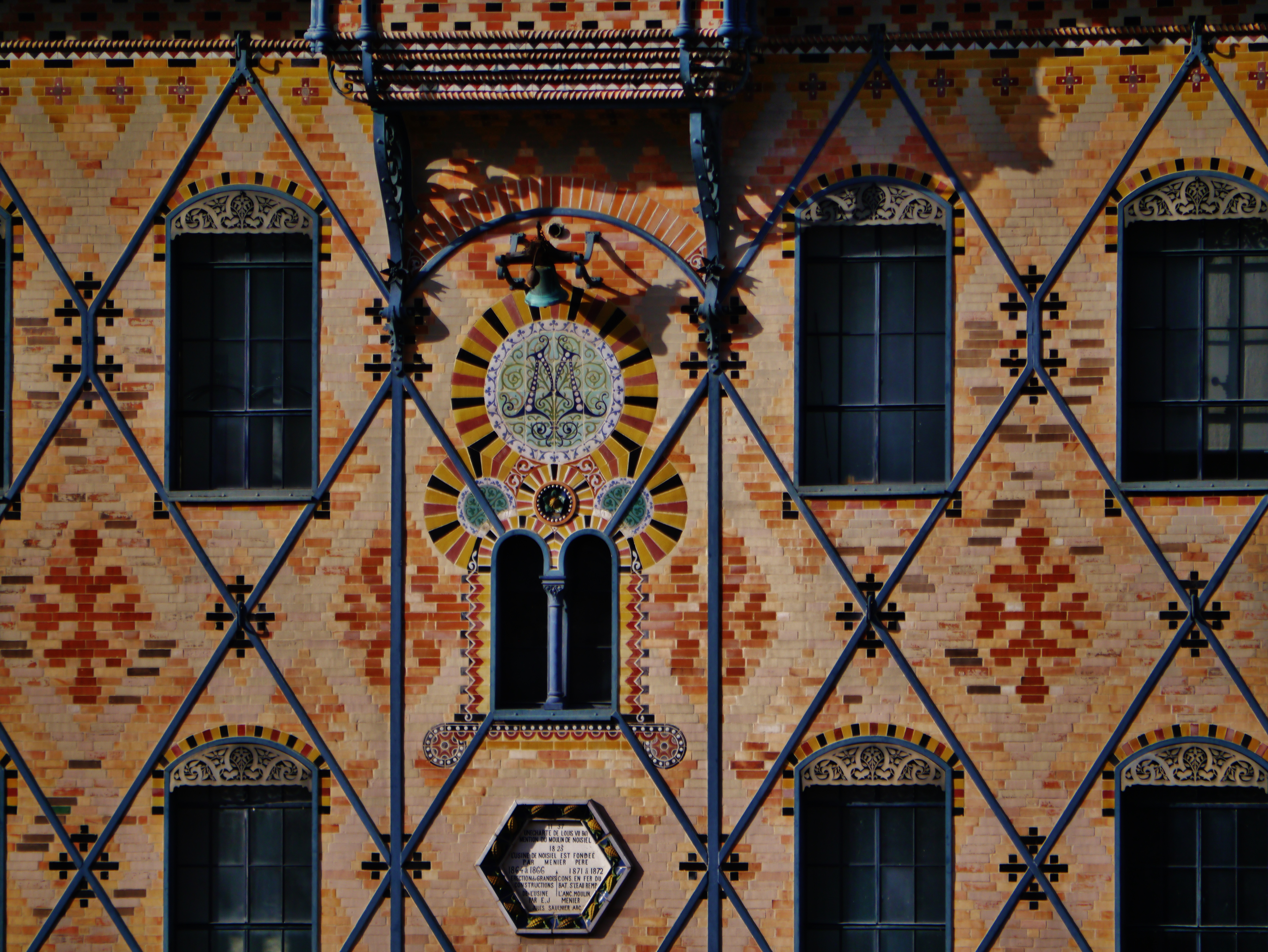
Detail Ornamentu  s písmenem M pod hodinami
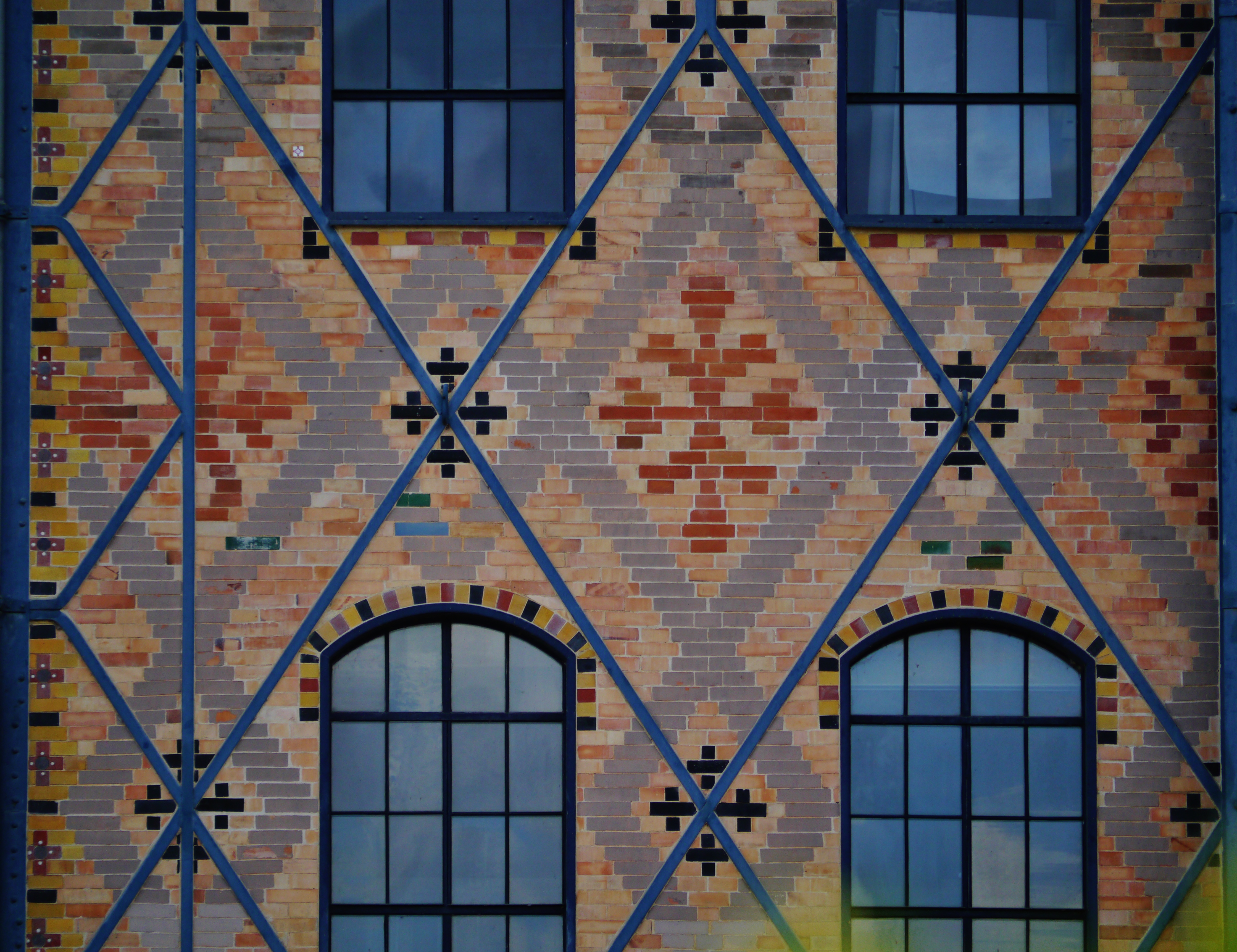
Viditelná železná konstrukce a ornamenty z cihel
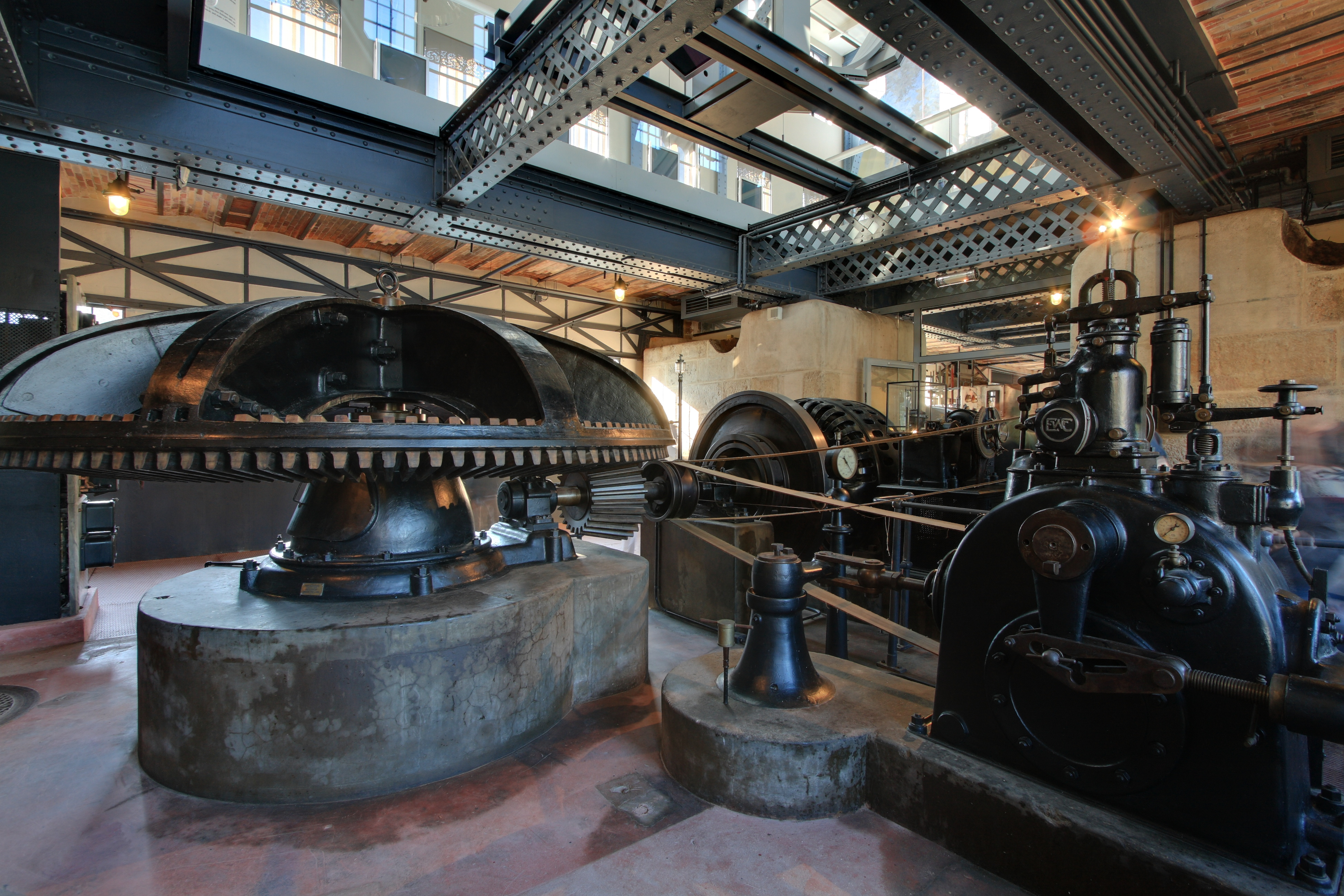
Strojovna. Jeden ze tří hydraulických motorů
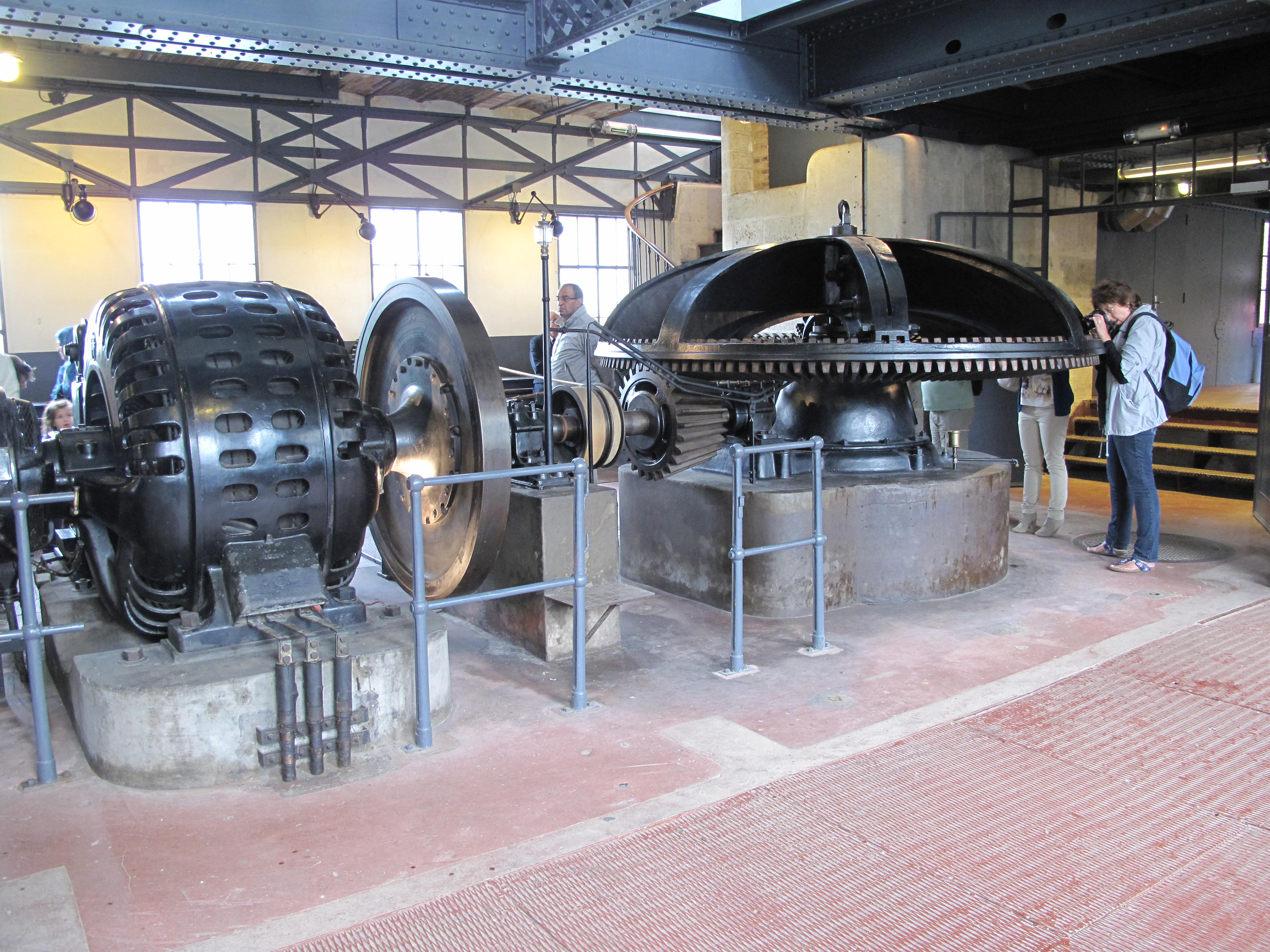
Strojovna. Hydraulické soustrojí, turbína s generátorem
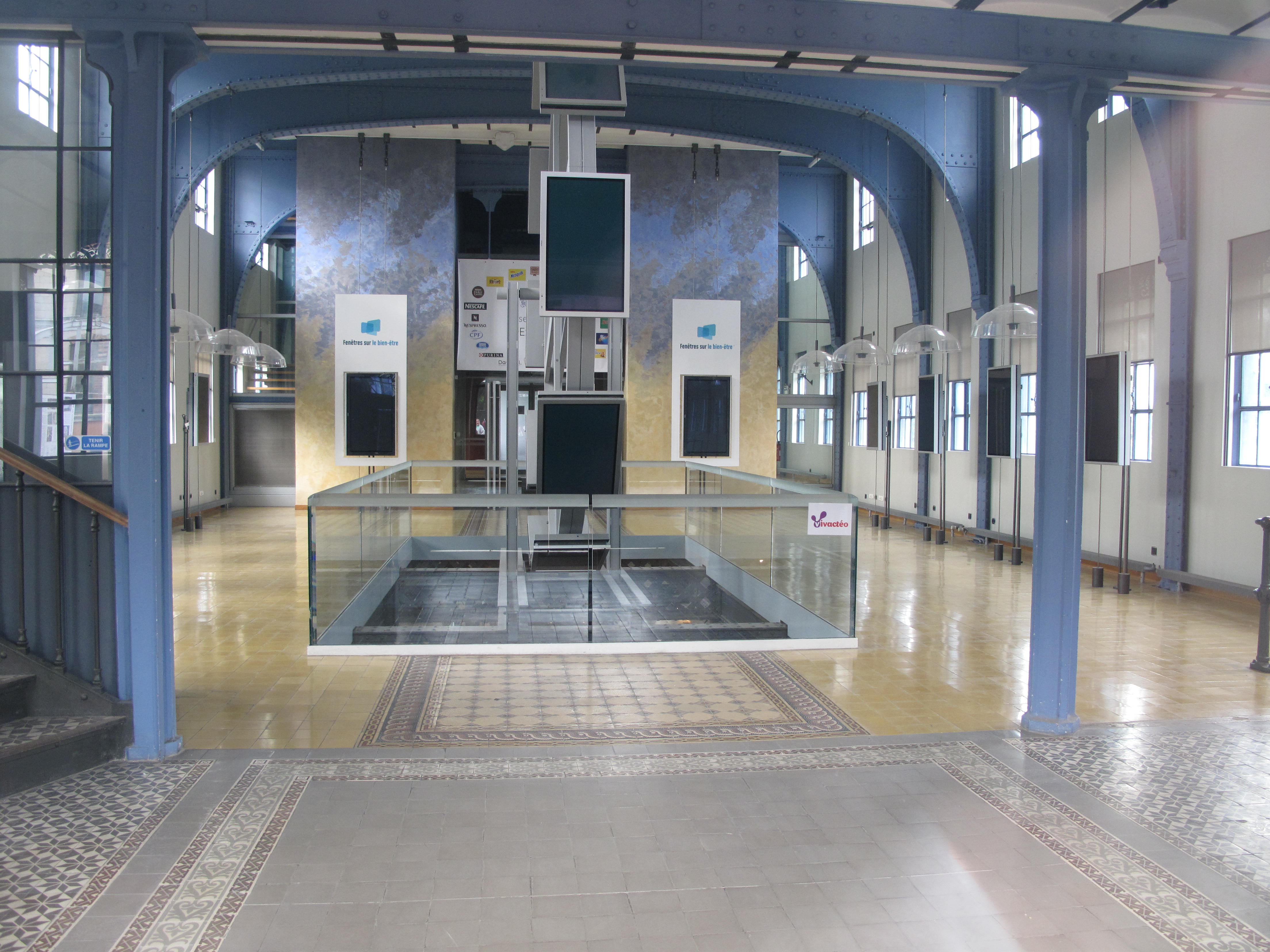
Interiér prvního patra. Místnost nad strojovnou.